# Nick Schultz (cyclisme)
Pour les articles homonymes, voir Nick Schultz et Schultz.
Nicholas "Nick" Schultz (né le 13 septembre 1994 à Brisbane) est un coureur cycliste australien.

## Biographie
Pressenti pour rejoindre l'équipe de Jérôme Pineau en 2023, ce projet ne se concrétise pas, l'équipe disparaissant faute de financement. Schultz s'engage alors en décembre 2022 avec Israel-Premier Tech pour un an. Après un début de saison ponctué de plusieurs places d'honneur notamment sur le Tour d'Andalousie, il est prolongé par son équipe jusqu'en 2025 au lendemain du Tour de Romandie qui l'a vu signer un top 10 lors de la 1re étape.

## Palmarès et classements sur route

### Palmarès par année
- 2011
  -  Champion d'Océanie du contre-la-montre juniors
  - 2e du Trophée Emilio Paganessi
- 2012
  - 3e du championnat d'Australie sur route juniors
- 2013
  - Grand Prix d'Aix-les-Bains
- 2014
  - 3e étape de la Boucle de l'Artois
  - 2e du Circuit des Communes de la Vallée du Bédat
  - 3e du Circuit boussaquin
- 2015
  - 2e du Tour de Côte-d'Or
- 2016
  - 7e étape du Tour de Bretagne
  - 7e étape du Tour de l'Avenir
  - 2e du Tour de Haute-Autriche
- 2018
  - 3e du Grand Prix Miguel Indurain
- 2019
  - 4e étape du Herald Sun Tour
  - 1re étape secteur B de la Semaine internationale Coppi et Bartali (contre-la-montre par équipes)
  - 2e du Herald Sun Tour
  - 3e de la Semaine internationale Coppi et Bartali
- 2021
  - 2e étape du Sazka Tour
  - 3e de la Semaine internationale Coppi et Bartali
- 2024
  - 1re étape du Tour de Catalogne

### Résultats sur les grands tours

#### Tour de France
2 participations
- 2022 : 22e
- 2023 : 39e

#### Tour d'Italie
3 participations
- 2021 : non-partant (18e étape)
- 2024 : non-partant (19e étape)
- 2025 : 106e

#### Tour d'Espagne
5 participations
- 2017 : 111e
- 2018 : 75e
- 2019 : 63e
- 2020 : 25e
- 2021 : 49e

### Classements mondiaux
| Année                                 | 2015 | 2016 | 2017 | 2018 | 2019 | 2020 | 2021 | 2022 | 2023 | 2024 |
| ------------------------------------- | ---- | ---- | ---- | ---- | ---- | ---- | ---- | ---- | ---- | ---- |
| Classement mondial                    |      | 906e | 685e | 574e | 381e | 460e | 254e | 334e | 390e | 292e |
| UCI Europe Tour                       | 906e | 606e | 408e | 382e |      |      |      |      |      |      |
| UCI Asia Tour                         | nc   | 593e | nc   | nc   |      |      |      |      |      |      |
| UCI Oceania Tour                      | nc   | nc   | nc   | nc   | 19e  | 31e  | 12e  | 25e  | 27e  | 16e  |
|                                       |      |      |      |      |      |      |      |      |      |      |
| Légende : nc = non classéSource : UCI |      |      |      |      |      |      |      |      |      |      |